# Timbaland Presents Shock Value II
Timbaland Presents Shock Value II, ook wel Shock Value 2 genoemd, is het derde solostudioalbum van producer Timbaland. Het album werd 8 december 2009 door Blackground Records uitgebracht.

## Achtergrond & samenwerking
Timbaland bevestigde in juli 2008 in een interview met MTV's Shaheem Reid dat hij was begonnen met het werken aan het vervolg van de commercieel succesvolle voorganger Timbaland Presents Shock Value. Shock Value bereikte in meerdere landen een toppositie in de albumhitlijsten en werd wereldwijd zestien keer met platina gekroond. Hij bevestigde een nummer met Madonna te hebben opgenomen voor haar album Hard Candy, maar dat nummer had het album niet gehaald, waardoor het mogelijk was dat het nummer op zijn album zou komen te staan.
Wel dacht Timbaland dat hij zou samenwerken met artiesten als Jordin Sparks, Beyoncé, T.I., de Jonas Brothers, Rihanna, Missy Elliott en Linkin Park. De laatstgenoemde ontkende echter contact met Timbaland te hebben gehad. Ook zei hij dat een samenwerking met T-Pain al zo goed als afgerond was en zo hoopte hij ook op een samenwerking met Jay-Z. Het nummer Talk met T-Pain lekte in 2008 waardoor de geruchten van een snelle albumrelease oplaaiden. Na een nieuwe lek van het nummer, met Missy Elliott erop, bleek dat het nummer bestemd was voor haar album.
Andere artiesten die voor een samenwerking in aanmerking zouden kunnen komen waren: Daughtry, The Fray, Drake, Katy Perry, Miley Cyrus, Chris Brown, The All-American Rejects, Nickelback, Justin Timberlake, Nelly Furtado en nieuwe labelartiest SoShy. De laatste twee verschijnen op de eerste single van het album.
Timbaland produceerde ook het nummer Give It Up to Me, dat een samenwerking met Shakira & Lil Wayne is. Het nummer werd uitgegeven in de Verenigde Staten als tweede single van Shakira's album She Wolf terwijl het nummer oorspronkelijk bedoeld was voor Shock Value II.

## Singles
Als eerste single werd een versie van het nummer Morning After Dark uitgegeven op 16 oktober tijdens een radioshow van Ryan Seacrest. Timbaland omschreef het nummer als aftrap voor zijn nieuwe album en zei dat hij beïnvloed was door de film Twilight. Het nummer werd op 26 oktober digitaal uitgebracht. Ook zei Timbaland dat het nummer speciaal is omdat het een samenwerking is met zijn nieuwe labelartiest: SoShy uit Frankrijk. Ook is er een andere versie van het nummer waar het derde couplet door Nelly Furtado wordt gezongen.

## Tracklist
Alle nummers zijn geproduceerd door Timbaland. Toegevoegde en co-producties zijn onder vermeldt.

| Nr. | Titel                                                 | Schrijver(s)                                                                     | Duur  |
| --- | ----------------------------------------------------- | -------------------------------------------------------------------------------- | ----- |
| 1.  | Intro (met DJ Felli Fel)                              | James Andrew Reigart                                                             | 0:49  |
| 2.  | Carry Out (met Justin Timberlake)                     | J. Timberlake, Jim Beanz, Timothy Clayton[a]                                     | 03:53 |
| 3.  | Lose Control (met JoJo)                               | Nikesha Briscoe, Rapheal Akinyemi, Dean Beresford, Ervin Ward[a]                 | 04:28 |
| 4.  | Meet in tha Middle (met Bran'Nu)                      | Clayton, B. Norwood, D.O.E.[b]                                                   | 04:01 |
| 5.  | Say Something (met Drake)                             | Aubrey Drake Graham, Clayton, D.O.E.[a]                                          | 04:01 |
| 6.  | Tomorrow in the Bottle (met Chad Kroeger & Sebastian) | Garland Mosley, Washington, Clayton[c]                                           | 05:28 |
| 7.  | We Belong to the Music (met Miley Cyrus)              | Washington, Walter Milsap, The Clutch[a]                                         | 04:28 |
| 8.  | Morning After Dark (met Nelly Furtado & SoShy)        | Deborah Epstein, Michelle Bell, Keri Hilson, Washington, D.O.E.[a]               | 03:52 |
| 9.  | If We Ever Meet Again (met Katy Perry)                | Washington, Jason Busbee[d]                                                      | 04:59 |
| 10. | Can You Feel It (met Esthero & Sebastian)             | Clayton, Washington, G. Mosley[a]                                                | 04:44 |
| 11. | Ease Off the Liquor                                   | Washington, D.O.E., Clayton[a]                                                   | 05:58 |
| 12. | Undertow (met The Fray & Esthero)                     | Isaac Slade, Washington[e]                                                       | 04:22 |
| 13. | Timothy Where You Been (met Jet)                      | Washington, Clayton, Nic Cester, Chris Cester, Cameron Muncey, Mark Wilson[a]    | 04:47 |
| 14. | Long Way Down (met Daughtry)                          | Washington, Chris Daughtry, Joey Barnes[a]                                       | 04:23 |
| 15. | Marchin' On (Timbaland Remix) (met OneRepublic)       | Ryan Tedder, Washington[f]                                                       | 04:12 |
| 16. | The One I Love (met Keri Hilson & D.O.E.)             | D.O.E., Briscoe, Akinyemi, Beresford, Ward, Dennis Matkosky, Michael Sembello[a] | 04:34 |
| 17. | Symphony (met Attitude, Bran'Nu & D.O.E)              | Clayton, Norwood, Washington, D.O.E[g]                                           | 04:21 |

| Nr. | Titel                                                  | Schrijver(s)                              | Duur |
| --- | ------------------------------------------------------ | ----------------------------------------- | ---- |
| 18. | Morning After Dark (remix) (met Nelly Furtado & SoShy) | Epstein, Bell, Hilson, Washington, D.O.E. |      |

Noten
- a Nummers 2, 3, 5, 7, 8, 10, 11, 13, 14, 16 zijn medegeproduceerd met J-Roc
- b Nummer 4 is medegeproduceerd door Polow da Don
- c Nummer 6 is medegeproduceerd door J-Roc met extra productie van Wizz Dumb
- d Nummer 9 is medegeproduceerd door Jim Beanz
- e Nummer 12 is medegeproduceerd door The Fray met extra productie van J-Roc
- f Nummer 15 is medegeproduceerd door Ryan Tedder
- g Nummer 17 is medegeproduceerd door J-Roc met extra productie van J. Mizzle

| Nr. | Titel                                                 | Duur  |
| --- | ----------------------------------------------------- | ----- |
| 1.  | Intro (met DJ Felli Fel)                              | 0:49  |
| 2.  | Carry Out (met Justin Timberlake)                     | 03:53 |
| 3.  | Lose Control (met JoJo)                               | 04:28 |
| 4.  | Meet in tha Middle (met Bran' Nu)                     | 04:01 |
| 5.  | Say Something (met Drake)                             | 04:01 |
| 6.  | Tomorrow in the Bottle (met Chad Kroeger & Sebastian) | 05:28 |
| 7.  | We Belong to the Music (met Miley Cyrus)              | 04:28 |
| 8.  | Morning After Dark (met Nelly Furtado & SoShy)        | 03:52 |
| 9.  | If We Ever Meet Again (met Katy Perry)                | 04:59 |
| 10. | Can You Feel It (met Esthero & Sebastian)             | 04:44 |
| 11. | Ease Off the Liquor                                   | 05:58 |
| 12. | Undertow (met The Fray & Esthero)                     | 04:22 |
| 13. | Timothy Where You Been (met Jet)                      | 04:47 |

| Nr. | Titel                                           | Duur  |
| --- | ----------------------------------------------- | ----- |
| 14. | Long Way Down (met Daughtry)                    | 04:23 |
| 15. | Marchin' On (Timbaland Remix) (met OneRepublic) | 04:12 |
| 16. | The One I Love (met Keri Hilson & D.O.E.)       | 04:34 |
| 17. | Symphony (met Attitude, Bran'Nu & D.O.E)        | 04:21 |

## Hitnotering
| "Timbaland Presents Shock Value II" in de Nederlandse Album Top 100 - binnen: 12-12-2009 | "Timbaland Presents Shock Value II" in de Nederlandse Album Top 100 - binnen: 12-12-2009 | "Timbaland Presents Shock Value II" in de Nederlandse Album Top 100 - binnen: 12-12-2009 | "Timbaland Presents Shock Value II" in de Nederlandse Album Top 100 - binnen: 12-12-2009 | "Timbaland Presents Shock Value II" in de Nederlandse Album Top 100 - binnen: 12-12-2009 | "Timbaland Presents Shock Value II" in de Nederlandse Album Top 100 - binnen: 12-12-2009 | "Timbaland Presents Shock Value II" in de Nederlandse Album Top 100 - binnen: 12-12-2009 | "Timbaland Presents Shock Value II" in de Nederlandse Album Top 100 - binnen: 12-12-2009 | "Timbaland Presents Shock Value II" in de Nederlandse Album Top 100 - binnen: 12-12-2009 | "Timbaland Presents Shock Value II" in de Nederlandse Album Top 100 - binnen: 12-12-2009 | "Timbaland Presents Shock Value II" in de Nederlandse Album Top 100 - binnen: 12-12-2009 | "Timbaland Presents Shock Value II" in de Nederlandse Album Top 100 - binnen: 12-12-2009 | "Timbaland Presents Shock Value II" in de Nederlandse Album Top 100 - binnen: 12-12-2009 | "Timbaland Presents Shock Value II" in de Nederlandse Album Top 100 - binnen: 12-12-2009 | "Timbaland Presents Shock Value II" in de Nederlandse Album Top 100 - binnen: 12-12-2009 | "Timbaland Presents Shock Value II" in de Nederlandse Album Top 100 - binnen: 12-12-2009 | "Timbaland Presents Shock Value II" in de Nederlandse Album Top 100 - binnen: 12-12-2009 | "Timbaland Presents Shock Value II" in de Nederlandse Album Top 100 - binnen: 12-12-2009 | "Timbaland Presents Shock Value II" in de Nederlandse Album Top 100 - binnen: 12-12-2009 | "Timbaland Presents Shock Value II" in de Nederlandse Album Top 100 - binnen: 12-12-2009 | "Timbaland Presents Shock Value II" in de Nederlandse Album Top 100 - binnen: 12-12-2009 | "Timbaland Presents Shock Value II" in de Nederlandse Album Top 100 - binnen: 12-12-2009 | "Timbaland Presents Shock Value II" in de Nederlandse Album Top 100 - binnen: 12-12-2009 | "Timbaland Presents Shock Value II" in de Nederlandse Album Top 100 - binnen: 12-12-2009 | "Timbaland Presents Shock Value II" in de Nederlandse Album Top 100 - binnen: 12-12-2009 |
| Week                                                                                     | 01                                                                                       | 02                                                                                       | 03                                                                                       | 04                                                                                       | 05                                                                                       | 06                                                                                       | 07                                                                                       | 08                                                                                       | 09                                                                                       | 10                                                                                       | 11                                                                                       | 12                                                                                       | 13                                                                                       | 14                                                                                       | 15                                                                                       | 16                                                                                       | 17                                                                                       |                                                                                          | 18                                                                                       | 19                                                                                       | 20                                                                                       | 21                                                                                       | 22                                                                                       |                                                                                          |
| ---------------------------------------------------------------------------------------- | ---------------------------------------------------------------------------------------- | ---------------------------------------------------------------------------------------- | ---------------------------------------------------------------------------------------- | ---------------------------------------------------------------------------------------- | ---------------------------------------------------------------------------------------- | ---------------------------------------------------------------------------------------- | ---------------------------------------------------------------------------------------- | ---------------------------------------------------------------------------------------- | ---------------------------------------------------------------------------------------- | ---------------------------------------------------------------------------------------- | ---------------------------------------------------------------------------------------- | ---------------------------------------------------------------------------------------- | ---------------------------------------------------------------------------------------- | ---------------------------------------------------------------------------------------- | ---------------------------------------------------------------------------------------- | ---------------------------------------------------------------------------------------- | ---------------------------------------------------------------------------------------- | ---------------------------------------------------------------------------------------- | ---------------------------------------------------------------------------------------- | ---------------------------------------------------------------------------------------- | ---------------------------------------------------------------------------------------- | ---------------------------------------------------------------------------------------- | ---------------------------------------------------------------------------------------- | ---------------------------------------------------------------------------------------- |
| Nummer                                                                                   | 70                                                                                       | 76                                                                                       | 89                                                                                       | 75                                                                                       | 67                                                                                       | 68                                                                                       | 74                                                                                       | 81                                                                                       | 51                                                                                       | 37                                                                                       | 42                                                                                       | 50                                                                                       | 51                                                                                       | 70                                                                                       | 82                                                                                       | 95                                                                                       | 95                                                                                       | uit                                                                                      | 100                                                                                      | 87                                                                                       | 91                                                                                       | 95                                                                                       | 97                                                                                       | uit                                                                                      |

| "Timbaland Presents Shock Value II" in de Vlaamse Ultratop 100 Albums - binnen: 12-12-2009 | "Timbaland Presents Shock Value II" in de Vlaamse Ultratop 100 Albums - binnen: 12-12-2009 | "Timbaland Presents Shock Value II" in de Vlaamse Ultratop 100 Albums - binnen: 12-12-2009 | "Timbaland Presents Shock Value II" in de Vlaamse Ultratop 100 Albums - binnen: 12-12-2009 | "Timbaland Presents Shock Value II" in de Vlaamse Ultratop 100 Albums - binnen: 12-12-2009 | "Timbaland Presents Shock Value II" in de Vlaamse Ultratop 100 Albums - binnen: 12-12-2009 | "Timbaland Presents Shock Value II" in de Vlaamse Ultratop 100 Albums - binnen: 12-12-2009 | "Timbaland Presents Shock Value II" in de Vlaamse Ultratop 100 Albums - binnen: 12-12-2009 | "Timbaland Presents Shock Value II" in de Vlaamse Ultratop 100 Albums - binnen: 12-12-2009 | "Timbaland Presents Shock Value II" in de Vlaamse Ultratop 100 Albums - binnen: 12-12-2009 | "Timbaland Presents Shock Value II" in de Vlaamse Ultratop 100 Albums - binnen: 12-12-2009 | "Timbaland Presents Shock Value II" in de Vlaamse Ultratop 100 Albums - binnen: 12-12-2009 | "Timbaland Presents Shock Value II" in de Vlaamse Ultratop 100 Albums - binnen: 12-12-2009 | "Timbaland Presents Shock Value II" in de Vlaamse Ultratop 100 Albums - binnen: 12-12-2009 | "Timbaland Presents Shock Value II" in de Vlaamse Ultratop 100 Albums - binnen: 12-12-2009 | "Timbaland Presents Shock Value II" in de Vlaamse Ultratop 100 Albums - binnen: 12-12-2009 | "Timbaland Presents Shock Value II" in de Vlaamse Ultratop 100 Albums - binnen: 12-12-2009 | "Timbaland Presents Shock Value II" in de Vlaamse Ultratop 100 Albums - binnen: 12-12-2009 | "Timbaland Presents Shock Value II" in de Vlaamse Ultratop 100 Albums - binnen: 12-12-2009 | "Timbaland Presents Shock Value II" in de Vlaamse Ultratop 100 Albums - binnen: 12-12-2009 | "Timbaland Presents Shock Value II" in de Vlaamse Ultratop 100 Albums - binnen: 12-12-2009 | "Timbaland Presents Shock Value II" in de Vlaamse Ultratop 100 Albums - binnen: 12-12-2009 |
| Week                                                                                       | 01                                                                                         | 02                                                                                         | 03                                                                                         | 04                                                                                         | 05                                                                                         | 06                                                                                         | 07                                                                                         | 08                                                                                         | 09                                                                                         | 10                                                                                         | 11                                                                                         | 12                                                                                         | 13                                                                                         | 14                                                                                         | 15                                                                                         | 16                                                                                         | 17                                                                                         |                                                                                            | 18                                                                                         | 19                                                                                         |                                                                                            |
| ------------------------------------------------------------------------------------------ | ------------------------------------------------------------------------------------------ | ------------------------------------------------------------------------------------------ | ------------------------------------------------------------------------------------------ | ------------------------------------------------------------------------------------------ | ------------------------------------------------------------------------------------------ | ------------------------------------------------------------------------------------------ | ------------------------------------------------------------------------------------------ | ------------------------------------------------------------------------------------------ | ------------------------------------------------------------------------------------------ | ------------------------------------------------------------------------------------------ | ------------------------------------------------------------------------------------------ | ------------------------------------------------------------------------------------------ | ------------------------------------------------------------------------------------------ | ------------------------------------------------------------------------------------------ | ------------------------------------------------------------------------------------------ | ------------------------------------------------------------------------------------------ | ------------------------------------------------------------------------------------------ | ------------------------------------------------------------------------------------------ | ------------------------------------------------------------------------------------------ | ------------------------------------------------------------------------------------------ | ------------------------------------------------------------------------------------------ |
| Nummer                                                                                     | 100                                                                                        | 67                                                                                         | 76                                                                                         | 87                                                                                         | 81                                                                                         | 65                                                                                         | 49                                                                                         | 63                                                                                         | 65                                                                                         | 70                                                                                         | 70                                                                                         | 74                                                                                         | 76                                                                                         | 91                                                                                         | 93                                                                                         | 96                                                                                         | 88                                                                                         | uit                                                                                        | 98                                                                                         | 85                                                                                         | uit                                                                                        |